# Redistribution de fluorescence après photoblanchiment
La redistribution de fluorescence après photoblanchiment (en anglais : fluorescence recovery after photobleaching, FRAP) est une méthode utilisée en microscopie à fluorescence pour mesurer la vitesse de diffusion moléculaire. Elle peut être appliquée pour étudier la mobilité moléculaire dans des cellules vivantes.

## Principe

Principe de la méthode FRAP.

Lorsque l'on a une distribution homogène d'une population moléculaire fluorescente, on peut inhiber de manière irréversible sa fluorescence dans une zone restreinte de l'échantillon par photoblanchiment à l'aide d'un flash lumineux obtenu en exposant très brièvement cette zone avec un laser. On crée ainsi deux populations de molécules (une fluorescente l'autre pas) spatialement distinctes. Si les molécules sont capables de se déplacer dans le milieu, on assiste à une redistribution des deux populations entre la zone blanchie et le milieu adjacent jusqu'à l'homogénéisation des populations : la zone blanchie -- ou bleachée -- redevient progressivement fluorescente. L'analyse de la cinétique de récupération de fluorescence permet de déduire le coefficient de diffusion latérale « D », caractéristique de la vitesse de déplacement des molécules dans le milieu (plus la vitesse de diffusion est élevée  plus la fluorescence ré-augmente rapidement).
La FLIP (fluorescence loss induced by photobleaching) est une autre manière d'étudier la mobilité moléculaire. Dans ce cas on réalise des bleaching répétitifs sur une zone ou sur un point, jusqu'à ce que la fluorescence ait entièrement disparu ou ne varie plus. La FLIP permet de mettre en évidence des continuités dans les structures cellulaires.
Ces deux méthodes sont généralement réalisées en microscopie confocale ou en microscopie de fluorescence par excitation multiphotonique.

## Applications
- Mobilité moléculaire dans les membranes ou dans la cellule.
- Proportion de molécules liées et donc immobiles.
- Échanges entre compartiments cellulaires (ex : noyau/cytoplasme).
- Échanges entre cellules (ex : par l'intermédiaire de jonctions communicantes).

## Remarques
FRAP est également quelquefois traduit par "Récupération de Fluorescence Après Photoblanchiment" ou encore par "Recouvrement de Fluorescence Après Photoblanchiment".